# Dobrotin (Lipljan)
Pour les articles homonymes, voir Dobrotin.
Dobrotin en serbe latin et Dobratin en albanais (en serbe cyrillique : Добротин) est une localité du Kosovo située dans la commune/municipalité de Lipjan/Lipljan, district de Pristina (Kosovo) ou district de Kosovo (Serbie). Selon le recensement kosovar de 2011, elle compte 623 habitants.
Selon le découpage administratif kosovar, elle fait partie de la commune/municipalité de Gračanica/Graçanicë.

## Démographie

### Évolution historique de la population dans la localité
| 1948 | 1953 | 1961 | 1971 | 1981  | 1991  | 2011 |
| ---- | ---- | ---- | ---- | ----- | ----- | ---- |
| 858  | 931  | 958  | 902  | 1 004 | 1 111 | 623  |

|  |

### Répartition de la population par nationalités (2011)
En 2011, les Serbes représentaient 99,52 % de la population.